# Weekend Love
"Weekend Love" is een nummer van de Nederlandse band Golden Earring. Het nummer verscheen op hun album No Promises...No Debts uit 1979. Op 3 juni van dat jaar werd het nummer in Nederland, België en Duitsland en in juli van dat jaar in de Verenigde Staten uitgebracht als de enige single van het album.

## Achtergrond
"Weekend Love" is geschreven en geproduceerd door de gehele band. Het nummer wordt gezongen door gitarist George Kooymans. In feite is een opgepoetste versie van een demo van het nummer uiteindelijk verschenen op het album en de single.
"Weekend Love" betekende een van de weinige successen van de Golden Earring eind jaren '70. In Nederland werd de plaat op maandag 21 mei 1979 door dj Frits Spits in zijn radioprogramma De Avondspits verkozen tot de 43e NOS Steunplaat van de week en op vrijdag 25 mei 1979 was de plaat Veronica Alarmschijf op Hilversum 3 en werd een gigantische hit in de destijds drie landelijke hitlijsten op de nationale publieke popzender. De plaat behaalde de 3e positie in zowel de Nederlandse Top 40 als de TROS Top 50 en de 4e positie in de Nationale Hitparade, . In de Europese hitlijst op Hilversum 3, de TROS Europarade, werd de 17e positie bereikt.
In België bereikte de plaat de 10e positie in de voorloper van de Vlaamse Ultratop 50. en de 11e positie in de Vlaamse Radio 2 Top 30. In  Wallonië werd géén notering behaald. 
Pas in 1982 werd er met "Twilight Zone" weer een top 10-notering behaald.
Sinds de editie van december 2000 staat de plaat onafgebroken genoteerd in de jaarlijks uitgezonden NPO Radio 2 Top 2000 van de Nederlandse  publieke radiozender NPO Radio 2, met als hoogste notering een 746e positie in 2021.

## Hitnoteringen

### Nederlandse Top 40
| Hitnotering: 02-06-1979 t/m 25-08-1979 | Hitnotering: 02-06-1979 t/m 25-08-1979 | Hitnotering: 02-06-1979 t/m 25-08-1979 | Hitnotering: 02-06-1979 t/m 25-08-1979 | Hitnotering: 02-06-1979 t/m 25-08-1979 | Hitnotering: 02-06-1979 t/m 25-08-1979 | Hitnotering: 02-06-1979 t/m 25-08-1979 | Hitnotering: 02-06-1979 t/m 25-08-1979 | Hitnotering: 02-06-1979 t/m 25-08-1979 | Hitnotering: 02-06-1979 t/m 25-08-1979 | Hitnotering: 02-06-1979 t/m 25-08-1979 | Hitnotering: 02-06-1979 t/m 25-08-1979 | Hitnotering: 02-06-1979 t/m 25-08-1979 | Hitnotering: 02-06-1979 t/m 25-08-1979 | Hitnotering: 02-06-1979 t/m 25-08-1979 |
| Week                                   | 1                                      | 2                                      | 3                                      | 4                                      | 5                                      | 6                                      | 7                                      | 8                                      | 9                                      | 10                                     | 11                                     | 12                                     | 13                                     |                                        |
| -------------------------------------- | -------------------------------------- | -------------------------------------- | -------------------------------------- | -------------------------------------- | -------------------------------------- | -------------------------------------- | -------------------------------------- | -------------------------------------- | -------------------------------------- | -------------------------------------- | -------------------------------------- | -------------------------------------- | -------------------------------------- | -------------------------------------- |
| Positie                                | 33                                     | 18                                     | 13                                     | 8                                      | 7                                      | 5                                      | 3                                      | 3                                      | 3                                      | 5                                      | 12                                     | 19                                     | 35                                     | uit                                    |

### Nationale Hitparade
| Hitnotering: 16-06-1979 t/m 01-09-1979 | Hitnotering: 16-06-1979 t/m 01-09-1979 | Hitnotering: 16-06-1979 t/m 01-09-1979 | Hitnotering: 16-06-1979 t/m 01-09-1979 | Hitnotering: 16-06-1979 t/m 01-09-1979 | Hitnotering: 16-06-1979 t/m 01-09-1979 | Hitnotering: 16-06-1979 t/m 01-09-1979 | Hitnotering: 16-06-1979 t/m 01-09-1979 | Hitnotering: 16-06-1979 t/m 01-09-1979 | Hitnotering: 16-06-1979 t/m 01-09-1979 | Hitnotering: 16-06-1979 t/m 01-09-1979 | Hitnotering: 16-06-1979 t/m 01-09-1979 | Hitnotering: 16-06-1979 t/m 01-09-1979 | Hitnotering: 16-06-1979 t/m 01-09-1979 |
| Week                                   | 1                                      | 2                                      | 3                                      | 4                                      | 5                                      | 6                                      | 7                                      | 8                                      | 9                                      | 10                                     | 11                                     | 12                                     |                                        |
| -------------------------------------- | -------------------------------------- | -------------------------------------- | -------------------------------------- | -------------------------------------- | -------------------------------------- | -------------------------------------- | -------------------------------------- | -------------------------------------- | -------------------------------------- | -------------------------------------- | -------------------------------------- | -------------------------------------- | -------------------------------------- |
| Positie                                | 23                                     | 12                                     | 8                                      | 5                                      | 5                                      | 6                                      | 4                                      | 9                                      | 11                                     | 11                                     | 20                                     | 26                                     | uit                                    |

### TROS Top 50
Hitnotering: 31-05-1979 t/m 23-08-1979. Hoogste notering: #3 (1 week).

### TROS Europarade
Hitnotering: 21-07-1979 t/m 28-07-1979. Hoogste notering: #17 (1 week).

### NPO Radio 2 Top 2000
| Nummer met noteringen in de NPO Radio 2 Top 2000 | '00 | '01 | '02  | '03  | '04  | '05  | '06  | '07  | '08  | '09  | '10  | '11  | '12  | '13  | '14  | '15  | '16  | '17  | '18  | '19  | '20  | '21 | '22  | '23  | '24  |
| ------------------------------------------------ | --- | --- | ---- | ---- | ---- | ---- | ---- | ---- | ---- | ---- | ---- | ---- | ---- | ---- | ---- | ---- | ---- | ---- | ---- | ---- | ---- | --- | ---- | ---- | ---- |
| Weekend Love                                     | 979 | 795 | 1181 | 1303 | 1037 | 1369 | 1144 | 1345 | 1203 | 1522 | 1582 | 1444 | 1714 | 1552 | 1539 | 1794 | 1545 | 1834 | 1892 | 1695 | 1652 | 746 | 1319 | 1554 | 1887 |

1. ↑  Een vetgedrukt getal geeft de hoogste notering aan.
2. ↑  2000 was het eerste jaar met een notering voor dit nummer.

Discografie